# エレーナ・エレシナ
エレーナ・ボリソヴナ・エレシナ（ロシア語: Елена Борисовна Елесина、1970年4月4日 - ）は、ロシアの陸上競技選手。走高跳の選手として2000年シドニーオリンピックに出場。2.01mの記録で南アフリカ共和国のヘストリー・クルーテらをおさえ金メダルを獲得した。ウラル山脈東麓チェリャビンスク出身。

## 自己ベスト
- 走高跳(屋外)　2.02m (1990年7月23日)
- 走高跳(室内)　2.02m (2003年2月26日)

## 主な実績
| 年   | 大会               | 場所                     | 種目   | 結果 | 記録  |
| ---- | ------------------ | ------------------------ | ------ | ---- | ----- |
| 1988 | 世界ジュニア選手権 | サドバリー(カナダ)       | 走高跳 | 2位  | 1.96m |
| 1990 | ヨーロッパ選手権   | スプリト(ユーゴスラビア) | 走高跳 | 3位  | 1.96m |
| 1991 | 世界選手権         | 東京(日本)               | 走高跳 | 2位  | 1.98m |
| 1999 | 世界選手権         | セビリア(スペイン)       | 走高跳 | 2位  | 1.99m |
| 2000 | オリンピック       | シドニー(オーストラリア) | 走高跳 | 1位  | 2.01m |
| 2003 | 世界室内選手権     | バーミンガム(イギリス)   | 走高跳 | 2位  | 1.99m |